# Jerzy Bułharyn
Jerzy Skenderbeg Bułharyn herb Bułat (1798-1885) est un officier général, fondateur de la loge carbonariste de Lviv, il participe aux révolutions polonaises et hongroises dans lesquelles il deviendra général.

## Biographie
Il est le fils de Joachim Bułharyn et de Marianna Kujawska. Il est commandant au 7e régiment de Uhlan du Royaume du Congrès lors de l'insurrection de novembre 1830 au cours de laquelle il est décoré de la Croix d'Or de la Virtuti Militari (1831). Il vit à partir de 1833 à Szobránc, alors en Hongrie, à la frontière des Carpates. Lors du soulèvement de Cracovie, il fait parvenir des munitions depuis la Hongrie par l'intermédiaire de Franciszek Wiesiołowski et de son frère Michał et combat comme commandant, notamment à Dobromyl et Sanok.
À l'automne 1848, le lieutenant-colonel Bułharyn organise la légion polonaise en Hongrie. Colonel et commandant de division en janvier 1849, il suit l'État major en exil en Turquie où Kossuth le nomme général de brigade. Il émigre par la suite à Londres où il assure la liaison avec l'immigration. 
Il meurt en 1885 et est enterré sur l'île de Jersey. Il était l'époux de Karolina Rogalska (1806-1889) dont cinq enfants.